# 孔夸提-杜里國家公園
孔夸提-杜里國家公園是西部非洲國家剛果共和國的國家公園，位於該國沿岸，毗鄰與加蓬接壤的邊界，佔地5,049平方公里，成立於1993年8月14日，野生動物有非洲象、水牛、大猩猩、豹、黑猩猩、等。

## 外部連結
- UNESCO site （页面存档备份，存于） （法文）
- HELP（页面存档备份，存于）
- Pointe Noire Alive! - Latest news for Park visitors （法文）